# Entrance Hall

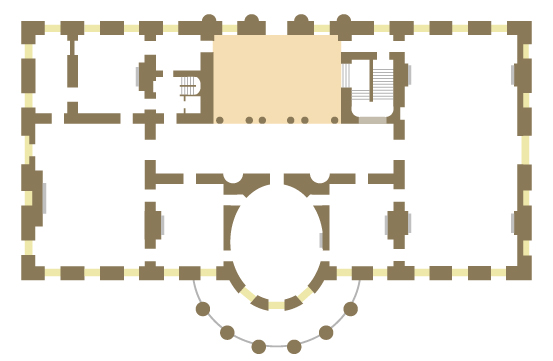
Planimetria del primo piano della Casa Bianca (State Floor) che mostra l'ubicazione dell'Entrance Hall.

L'Entrance Hall (chiamato anche Grand Foyer, in italiano è traducibile come Atrio d'Ingresso) è l'ingresso principale all'Executive Residence della Casa Bianca. La stanza, situata al primo piano (il cosiddetto State Floor) dell'edificio, è di forma rettangolare di circa 9 x 13 metri. Dall'esterno si accede alla stanza attraverso il North Portico, che si affaccia sul North Lawn che, a sua volta, è rivolto su Pennsylvania Avenue. Il lato sud della stanza si apre verso il Cross Hall passando tra alcune colonne doriche romane accoppiate, il lato est invece conduce alla Grand Staircase.

## I progetti di Hoban del 1792 e del 1817
Le planimetrie originali dell'architetto James Hoban mostrano una stanza simile, ma con colonne singole che separano la stanza e la Cross Hall, con la Grand Staircase che parte da quest'ultima. Le fotografie della metà del XIX secolo evidenziano invece la stanza ricostruita da Hoban in seguito all'incendio della Casa Bianca del 1814, in cui due colonne ioniche sostengono una serie di archi poco profondi e un fregio in bassorilievo circonda la stanza.

## Modifiche di Walter e Brumidi
Con l'ingresso nord della Casa Bianca utilizzato frequentemente all'epoca, non era raro che l'aria fredda entrasse nell'atrio e poi passasse attraverso gli ampi spazi tra le colonne, raggiungendo la Cross Hall. Per porre rimedio al problema, il presidente Martin Van Buren fece installare tra le colonne delle pareti in vetro, dal pavimento al soffitto.
Nel 1853 Thomas U. Walter installò delle nuove vetrate trasparenti tra l'atrio e il Cross Hall per ridurre le correnti d'aria e un pavimento in piastrelle encaustiche Minton.
Nel 1869 Constantino Brumidi, il pittore di affreschi italiano che aveva recentemente dipinto L'Apoteosi di Washington nella cupola del Campidoglio, decorò le pareti e i soffitti della stanza e dipinse dei ritratti di George Washington e Abraham Lincoln. Sul soffitto Brumidi dipinse figure allegoriche dell'Unione e della Libertà che ora si trovano attualmente al piano terra della Casa Bianca, nella Palm Room.

## Tiffany e il movimento estetico

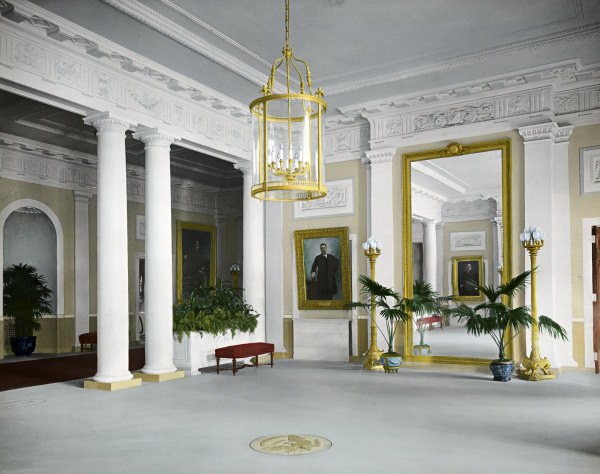
L'Entrance Hall in seguito alla ristrutturazione dell'Entrance Hall da parte di McKim, Mead e White durante la presidenza di Theodore Roosevelt

Nel 1882 il presidente Chester A. Arthur commissionò a Louis Comfort Tiffany la sostituzione dei pannelli di vetro trasparente di Walter con vetri artistici colorati alla moda. I modelli includevano aquile americane, uno scudo con stelle e strisce e le iniziali "US". Un alto esempio del movimento estetico, i vetri di Tiffany sarebbero rimasti fino all'inizio del XX secolo. Una riproduzione del paravento Tiffany è stata dipinta dall'artista Peter Waddell nel 2004.

## Il ritorno di McKim al neoclassicismo
Nel 1902, subito dopo essersi insediato, il presidente Theodore Roosevelt ingaggiò l'architetto Charles Follen McKim per una riprogettare la Casa Bianca. McKim riconfigurò l'edificio, aggiungendo ali, demolendo le serre ed eliminando gli interni decorati della fine del XIX secolo. McKim tentò di far sembrare gli interni della Casa Bianca più simili a quelli della costruzione originaria, all'inizio della repubblica. Lo studio d'architettura McKim, Mead e White studiò quindi la storia della casa e, dove non era disponibile una documentazione chiara, crearono le stanze secondo gli stili, popolari all'epoca: Colonial Revival e Beaux Arts . 

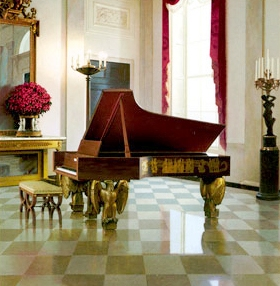
L'Entrance Hall guardando a nord-ovest durante la presidenza di George W. Bush.

Nella Entrance Hall, McKim rimosse il paravento di Tiffany, le colonne ioniche di Hoban e il dipinto ornamentale; al suo posto ricreò un interno neoclassico molto più semplice. Sul lato sud della stanza pose una serie di colonne doriche romane singole e binate, mentre aggiunse dei parasti dorici sulle pareti est, nord e ovest. Una robusta trabeazione di triglifi, bucrani inghirlandati, corazze ornamentali e aquile romane sparse integrano il fregio parietale ed il soffitto. Semplici colori ocra morbida, grigio e bianco contrastavano fortemente con gli interni dell'epoca vittoriana. Un Seal of the President of the United States fu fuso in bronzo e installato al centro del pavimento della stanza. Torchères in bronzo, ancora in uso, ed una semplice lanterna in vetro illuminavano la stanza. Le nuove finiture di McKim, sebbene robuste nella forma, erano fatte di intonaco e stucco su cornici di legno aggiunte frettolosamente alle superfici originali di Hoban. Sebbene i riscontri per le modifiche apportate da McKim agli altri locali della Casa Bianca fossero positivi, l'Entrance Hall fu criticata in quanto i cambiamenti erano visti più consoni ad un edificio pubblico che per una residenza.

## Ricostruzione Truman

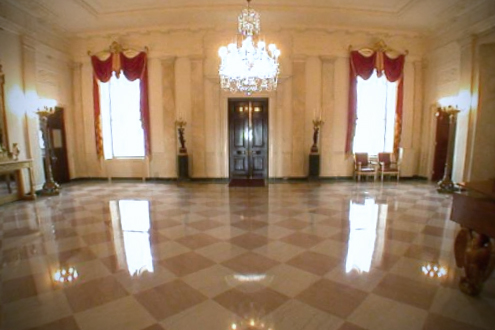
L'Entrance Hall guardando verso nord

Nel 1948 l'integrità strutturale della Casa Bianca era diventata precaria tanto da dover essere evacuata. Durante l'amministrazione Truman furono perciò condotti profondi lavori di ristrutturazione: l'interno dell'edificio venne smantellato, tutti gli arredi e gli oggetti decorativi furono immagazzinati e una nuova struttura in acciaio portante fu costruita all'interno delle pareti esterne. Il presidente Truman sfruttò l'opportunità per riposizionare l'ingresso verso la Grand Stair. L'architetto Lorenzo Simmons Winslow valutò diverse opzioni per il suo riorientamento prima di procedere con la configurazione attuale, in cui si accede tramite una porta al centro del muro est dell'Entrance Hall. Fatta eccezione per la nuova apertura delle scale (contornata dalla scultura dei sigilli dei primi 13 stati americani), la maggior parte dei progetti di McKim venne seguita, reinterpretandola però in marmo Joliet grigio chiaro invece che in pietra di Siena dai toni caldi e l'intonaco fu dipinto. Truman riteneva inopportuno camminare sopra il sigillo presidenziale in bronzo posto da McKim sul pavimento, lo fece quindi spostare al piano terra, sopra l'ingresso della Diplomatic Reception Room.

## Ristrutturazione Kennedy
Durante l'amministrazione Kennedy, l'Entrance Hall, come la maggior parte degli altri locali dell'edificio, ha subito un'ampia ristrutturazione storica. Le modifiche delle camere dello State Floor, tra cui l'Entrance Hall, sono state supervisionate dall'antiquario Henry Francis du Pont e dal designer d'interni francese Stéphane Boudin; mentre il primo desiderava un approccio più storico, il secondo preferiva l'estetica del design francese per la Casa Bianca. Du Pont quindi originariamente ridecorò la sala con due tavoli francesi, un divano, un tavolo da gioco e due tavoli di Charles-Honoré Lannuier. Boudin invece rimosse tutto tranne i tavoli, un arredamento che è rimasto immutato nei decenni successivi.

## Uso dell'Entrance Hall nel tempo
Quando gli interni della Casa Bianca furono completati per la prima volta durante l'amministrazione di John Adams, alla casa si accedeva principalmente da una piattaforma temporanea in legno a sud. Il presidente Thomas Jefferson utilizzò l'Entrance Hall come un "gabinetto di storia naturale" in cui esporre i reperti della spedizione di Lewis e Clark. 

L'attore John Travolta e la principessa del Galles Diana ballano nell'Entrance Hall della Casa Bianca, 1985

Nel XX secolo la sala è stata utilizzata per i benvenuti ufficiali ai diplomatici in visita, piccoli concerti e serate danzanti.
L'attore John Travolta ha ballato con Diana, principessa del Galles nel 1985; nel 1998 la First Lady Hillary Clinton ha ballato qui con il presidente ceco Václav Havel.

## Arredamento
Appoggiato alla parete ovest della stanza si trova un tavolo in faggio dorato dell'Impero francese (1812 circa) dell'ebanista Pierre-Antoine Bellange, su cui poggia un orologio da camino in bronzo dorato del medesimo stile con una scultura di Minerva, realizzato dal bronzier Pierre-Philippe Thomire. Furono tutti originariamente acquistati dal presidente James Monroe per la Blue Room.
Negli angoli sud-est e sud-ovest dell'Entrance Hall ci sono divanetti imbottiti in stile Impero francese, cremisi e oro, acquisiti dall'interior designer Stéphane Boudin della Maison Jansen durante l'amministrazione Kennedy. Le torchères in bronzo dell'era McKim sono ancora presenti nella stanza ed una coppia di torchères Luigi XVI fiancheggiano la porta che conduce al North Portico. Una coppia di poltrone sono collocate sulla parete nord, commissionate originariamente per la Blue Room nel 1902, e basate su una serie di disegni di Jacob-Desmalter su sedie del Salon des Fleurs del Castello di Compiègne.

### Letture di approfondimento
- Abbott, James A. A Frenchman in Camelot: The Decoration of the Kennedy White House by Stéphane Boudin. Boscobel Restoration Inc.: 1995. ISBN 0-9646659-0-5.
- Abbott, James A. Jansen. Acanthus Press: 2006. ISBN 0-926494-33-3.
- Abbott, James Archer. Jansen Furniture. Acanathus Press: 2007. ISBN 978-0-926494-45-9.
- Clinton, Hillary Rodham. An Invitation to the White House: At Home with History. Simon & Schuster: 2000. ISBN 0-684-85799-5.
- Leish, Kenneth. The White House. Newsweek Book Division: 1972. ISBN 0-88225-020-5.
- Monkman, Betty C. The White House: The Historic Furnishing & First Families. Abbeville Press: 2000. ISBN 0-7892-0624-2.
- Seale, William. The President's House. White House Historical Association and the National Geographic Society: 1986. ISBN 0-912308-28-1.
- West, J.B. with Mary Lynn Kotz. Upstairs at the White House: My Life with the First Ladies. Coward, McCann & Geoghegan: 1973. ISBN 978-069-8-10546-1.
- The White House: An Historic Guide. White House Historical Association and the National Geographic Society: 2001. ISBN 0-912308-79-6.